# Javier Gutiérrez (schermidore)
Javier Gutiérrez Romero (24 luglio 1972) è uno schermidore cileno.

## Palmarès
In carriera ha conseguito i seguenti risultati:
- Giochi Panamericani:

Winnipeg 1999: argento nella spada a squadre.